# 리즈 공습
리즈 대공습은 나치 독일의 루프트바페가 리즈시에 가한 9차례의 공습을 일컫는다. 가장 큰 공습은 1941년 3월 14일/15일 밤에 발생하여 시 중심부, 비스턴, 브람리, 아믈리에 피해를 입혔다. 도시는 제2차 세계 대전 동안 다른 공습에도 노출되었지만, 상대적으로 미미했다. 1941년 3월 공습만이 도시의 박물관과 유물을 포함하여 광범위한 피해를 입혔다.

## 배경
리즈는 웨스트 라이딩 오브 요크셔의 산업 중심지에 위치한 큰 도시이다. 이 지역에서 가장 큰 도시인 이곳은 지역 경제, 행정, 산업 활동의 대부분이 리즈에 집중되어 있었으며, 중요한 철도 허브이기도 했다. RAF 예든(현재 리즈 브래드포드 공항)의 아브로에서 랭커스터 폭격기를 생산하는 등 도시 주변의 많은 산업 제조업체들은 전쟁 수행에 맞춰 생산을 전환하여 공습 목표가 될 가능성이 있었다. 커크스탈 포지, 반보 군수 공장 그리고 웨더비 근처의 ROF 소프 아크가 그러했다. 리즈는 많은 공공 방공호를 건설하고 소이탄이 떨어질 경우 소방용으로 사용할 대형 물탱크를 설치하는 등 예방 조치를 취했다.

## 3월 14일-15일 공습

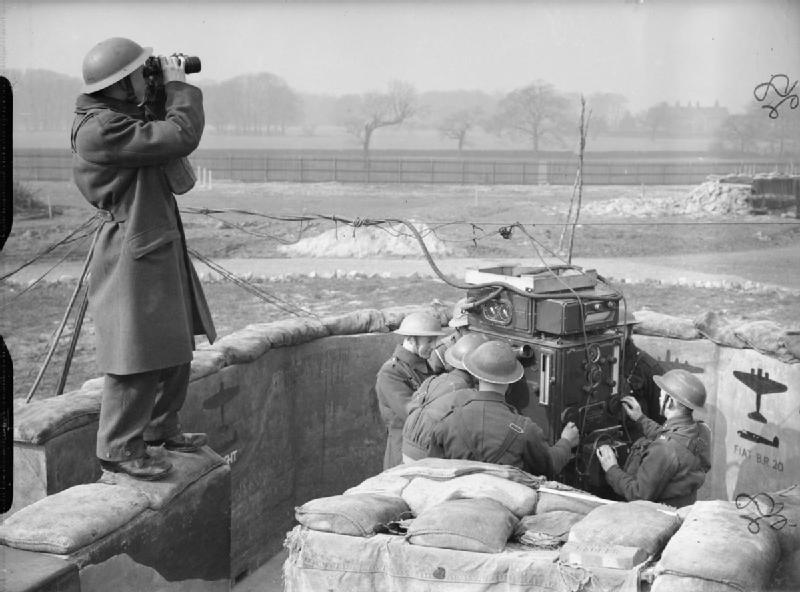
1941년 3월 20일 리즈에 있는 4.5인치 대공포 진지의 관측 및 예측기 운용병

1941년 3월 14일 금요일 밤 9시 직후부터 약 40대의 폭격기가 리즈 공습에 참여했다. 그날 밤 영국 상공에는 총 451대의 폭격기가 있었다. 금요일 밤에 소이탄이 먼저 도시에 투하되었고, 이후 토요일에는 고성능 폭탄이 투하되었다. 시내에서 피해를 입은 목표물로는 시청, 시립 박물관(당시 파크 로우에 위치), 리즈 뉴역(현재 리즈 시티역), 커크게이트 시장, 중앙 우체국, 쿼리 힐 플랫, 호텔 메트로폴, 그리고 현재 내부 순환도로가 차지하고 있는 지역 등이 있었다. 약 100채의 주택이 파괴되고 4,600채가 손상되었으며, 약 65명이 사망했다.
이 공습으로 인근 다른 도시들도 피해를 입었다. 허더즈필드는 슈퍼마린 스피트파이어 부품을 생산하던 크로스랜드 무어의 데이비드 브라운 공장을 찾던 폭격기에 의해 피해를 입었고, 캐슬포드 중심부도 힉슨 & 웰치 화학 공장과 페리브리지 발전소를 찾던 폭격기에 의해 피해를 입었다. 공습 기간 동안 리즈에 총 25톤의 폭탄이 투하되었는데, 이는 "대규모 공습"의 기준이 되는 100톤의 4분의 1에 해당한다. 이에 비해 그날 밤 글래스고에는 203대의 항공기가 리즈에 떨어진 양의 거의 10배에 달하는 231톤의 고성능 폭탄과 1,650개의 소이탄을 투하했고, 인근 셰필드에는 117대의 항공기가 83톤의 고성능 폭탄과 328개의 소이탄을 투하했다.
전시 검열과 비밀 유지로 인해 공습 후 언론은 리즈의 이름을 언급하지 않고 "북동부 내륙 도시"라고 불렀다. 헐에 대한 빈번한 공습은 종종 "북동부 해안 도시"에 대한 공습으로 언급되었다. 당시 독일 자료에 따르면 글래스고, 리즈, 셰필드, 틸버리 도크스, 플리머스, 사우샘프턴에 대한 공습이 있었다고 한다.

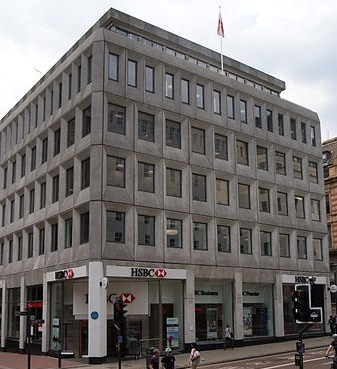
이전 박물관 부지

## 문화적 손실
리즈 시립 박물관 폭격으로 인해 역사적인 시립 소장품이 손실되었으며 여기에는 미라와 박제된 호랑이의 파괴도 포함된다. 큐레이터 허버트 리켓은 폭격 후 유물을 건져내는 것을 "우리 박물관에서 발굴하는 것"이라고 묘사했다. 1821년에 건축된 박물관 정면도 손상되어 철거해야 했다. 파괴된 빅토리아 시대식 외관을 대체하여 콘크리트 외관이 건설되었다. 박물관은 1965년에 폐관하고 헤드로에 있는 중앙 도서관으로 이전했다. 박물관은 1966년에 철거되었고, 현재 그 부지에는 HSBC 은행이 자리하고 있다. 1999년, 박물관은 도서관에서 밀레니엄 광장에 있는 이전 메카닉스 인스티튜트로 옮겨져 현재 그곳에 있다.
다른 유서 깊은 건물들도 표면적인 피해를 입었다. 시청과 같은 특정 장소에서는 아직도 파편 피해의 흔적이 남아 있다.

## 전투기 및 지상 방어
제31 (노스 미들랜드) 대공여단은 웨스트 요크셔의 대공 방어를 담당했으며, 전쟁 기간 내내 리즈에는 도시 전역에 대공포가 배치되었다. 도시 동쪽 베일 오브 요크에는 많은 왕립 공군 비행장이 있었고, 대부분은 폭격 사령부 부대의 기지였지만, RAF 처치 펜톤은 전투기 비행대대의 기지였다. 리즈의 주요 공습이 있었던 밤, 북부 잉글랜드 상공에서 융커스 Ju 88과 도르니에 Do 17 항공기가 격추되었는데, 이는 이들이 리즈 상공에서 사용된 폭격기였을 가능성을 시사한다.

## 불발탄
공습 이후 도시에서는 불발탄이 발견되었는데, 2012년 포터뉴턴 공원에서 발견된 것도 그중 하나이다. 도시의 남쪽과 동쪽에서는 불발된 대공포탄도 발견되었다. 1940년 9월부터 모든 불발탄은 상세한 '폭탄 일지'에 기록되어야 했지만, 이 제도는 처음에는 리즈에서 시행되지 않았다.

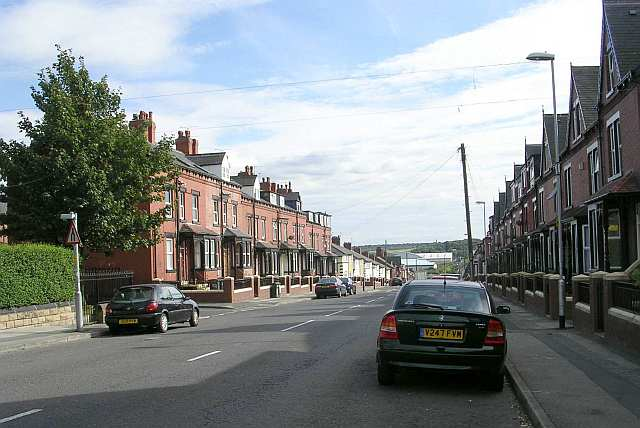
해리슨이 공습 중에 숨어있던 템페스트 로드

## 문화적 영향
토니 해리슨의 시 "파편"은 비스턴 공습과 폭격기 승무원들의 영웅적 행위 가능성(비스턴의 크로스 플랫 공원에 떨어진 폭탄의 수를 고려할 때)에 대해 다루며, 이 폭격을 2005년 7월 런던 폭탄 테러와 비교하는데, 그 테러의 가해자 중 두 명은 리즈 출신이었다. 당시 어린 아이였던 해리슨은 비스턴 템페스트 로드의 한 주택 지하실에 숨어 있었다.

## 같이 보기
- 헐 대공습
- 셰필드 공습
- 베데커 공습, 인근 요크에 영향을 미친 역사 도시들에 대한 공습 프로그램